# Litwiny (Białoruś)
Litwiny (biał. Ліцьвіны, Літвіны, ros. Литвины) – wieś na Białorusi w rejonie brzeskim obwodu brzeskiego, w sielsowiecie Muchawiec. W pobliżu wsi przepływa rzeka Muchawiec.
Miejscowość położona na wschód od wsi Hule i Wołki, na południe od Szebrynia i lotniska Brześć 2 w Telmach Rządowych, na zachód od granicy rejonu żabineckiego.

## Historia
W XIX w. wieś znajdowała się w gminie Radwanicze w powiecie brzeskim guberni grodzieńskiej. 
W okresie międzywojennym Litwiny należały do gminy Radwanicze, a po 1928 r. do gminy Kamienica Żyrowiecka w powiecie brzeskim województwa poleskiego. Wg spisu powszechnego z 1921 r. była to wieś zamieszkana przez osoby deklarujące się jako rzymscy katolicy narodowości polskiej.
Po II wojnie światowej Litwiny znalazły się w granicach ZSRR i od 1991 r. w niepodległej Białorusi.